# 巴克斯特斯普林斯 (堪薩斯州)
巴克斯特斯普林斯（英語：Baxter Springs）是一個位於美國堪薩斯州切羅基縣的城市。

## 地方資料
根據2010年美國人口普查的數據，巴克斯特斯普林斯的面積為8.39平方千米，當中陸地面積為8.16平方千米，而水域面積為0.23平方千米。當地共有人口4238人，而人口密度為每平方千米505.13人。